# Pianoconcert nr. 1 (Gillis)
Don Gillis componeerde zijn Pianoconcert nr. 1 “The Encore Concerto” in 1956. Hij schreef in totaal slechts twee pianoconcerten.
Er doen twee verhalen de ronde over het ontstaan van het concerto. Een concertpianist klaagde dat hij na een relatief kort pianoconcert nog wel een bewijs van zijn kunnen wilde geven, maar van het podium af moest. De officiële versie is dat enige pianospelers een aanvullend werk nodig hadden, zodat ze niet één lang pianoconcert hoefden te spelen, maar dat ze twee pianoconcerten op één avond konden spelen.
Echter toen Gillis zijn Encore concerto voltooide wilde niemand het spelen. Zelfs de pianist Kahn aan wie het opgedragen had wilde het eerst niet spelen. De naam van de dedicatee is in de partituur (wellicht door Gillis) doorgekrast. Toch gaf waarschijnlijk Khan de première, samen met Gillis in Corpus Christi (Texas), maar het is onbekend wanneer. Een plaatopname vond plaats op 5 januari 1957, alweer met Khan en Gillis.
Het concert heeft een klassieke driedelige structuur:
1. Brightly
2. Slowly – with a feeling of blues
3. Brightly – in a gay manner.

De muziek klinkt uitermate helder en leunt tegen de lichte muziek aan.

## Bron en discografie
- Uitgave Albany Records: Sinfonia Varsovia o.l.v. Ian Hobson, ook solist